# The Killjoys (groupe canadien)
Pour les articles homonymes, voir The Killjoys.
The Killjoys est un groupe de rock alternatif canadien. Basé à Hamilton, en Ontario, leur son, dans un registre un peu grunge, rappelait beaucoup les Lemonheads. Leur premier album, Starry est paru en décembre 1994. Il est suivi par Gimme Five et Melos Modos.
Deux extraits de leur premier disque, Today I Hate Everyone et Dana sont passés sur les chaînes MuchMusic et MusiquePlus, et Any Day Now, de leur deuxième disque, a été un peu diffusé sur les radios commerciales locales, mais jamais la notoriété du groupe n'a franchi les frontières du Canada.

## Biographie
The Killjoys publient leur premier album, Starry, en 1994 chez Cargo Records ; l'album est plus tard réédité chez Warner Music Canada. Il est suivi par Gimme Five en 1996 et Melos Modos en 1997. Ils reçoivent un Juno Award dans la catégorie de meilleur nouveau groupe en 1997, et un Rock Radio Award pour groupe indépendant de l'année. Mike Trebilcock est aussi nommé d'un Juno Award avec Antoine Moonen en 1994, dans la catégorie de meilleur design pour Starry en 1994. Les singles Today I Hate Everyone et Dana sont joués sur MuchMusic et MusiquePlus. En 1998, un album live, intitulé Onenight and a Morningafter, est publié. 
Un best-of intitulé Essentials en 2005. Gene Champagne forme Junior Achiever, et publie All the Little Letdowns en 2008. En 2011, The Killjoys participent à une compilation intitulée Today I Hate Everyone - Perfect Songs for a Crappy Day, avec The Ramones, Ween et Hüsker Dü.

## Discographie
- 1994 : Starry
- 1996 : Gimme Five
- 1997 : Melos Modos
- 1998 : Onenight and a Morningafter
- 2005 : Essentials
- 2006 : Hi-Five
- 2011 : Today I Hate Everyone - Perfect Songs for a Crappy Day (compilation)